# 필리베르 드 샬롱
필리베르 드 샬롱(Philibert de Chalon, 1502년 3월 18일 – 1530년 8월 3일)은 샬롱 가문 출신의 마지막 오랑쥬 공작이다.
노즈루아에서 장 4세 드 샬롱아를레의 아들로 태어난 필리베르는 코냐크 동맹 전쟁이 벌어지던 이탈리아의 사령관으로서 카를 5세에게 복무했었다. 그는 로마 약탈에 참여했었고 피렌체 공성전(1530년)의 마지막 단계 중에 전사하였다.
그는 오랑쥬나사우 가문의 창시가된 그의 자매의 아들 나사우브레다의 레나투스에게 오랑쥬 공작 자리를 물려주었다.

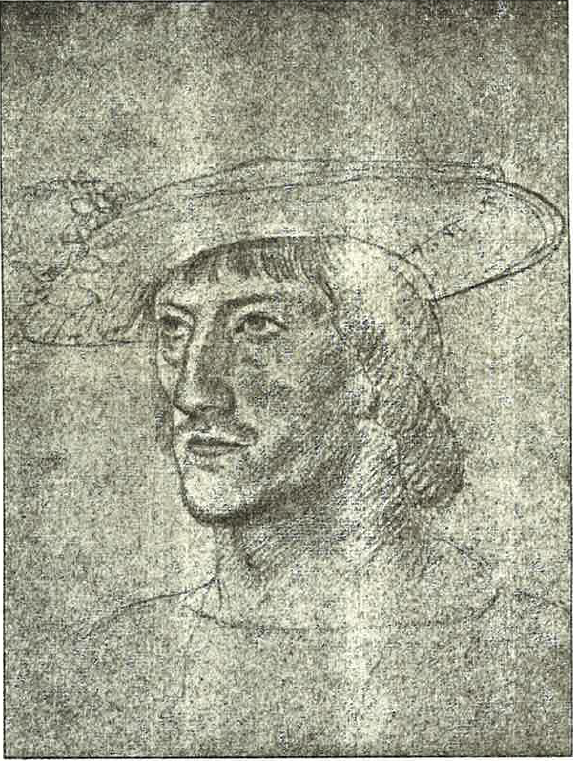
필리베르의 동시대 초상화.

| 필리베르 드 샬롱 샬롱아를레 가문출생: 1502년 3월 18일 사망: 1530년 8월 3일 |                              |                    |
| 이전 장 2세 드 샬롱                                                        | 오랑주 공작 1502년–1530년    | 이후 르네 드 샬롱  |
| 정부 공직                                                                  |                              |                    |
| 이전 우고 데 몽카다                                                        | 나폴리 왕국의 부왕 1528–1530 | 이후 폼페오 콜론나 |